# 上海中医药大学附属龙华医院

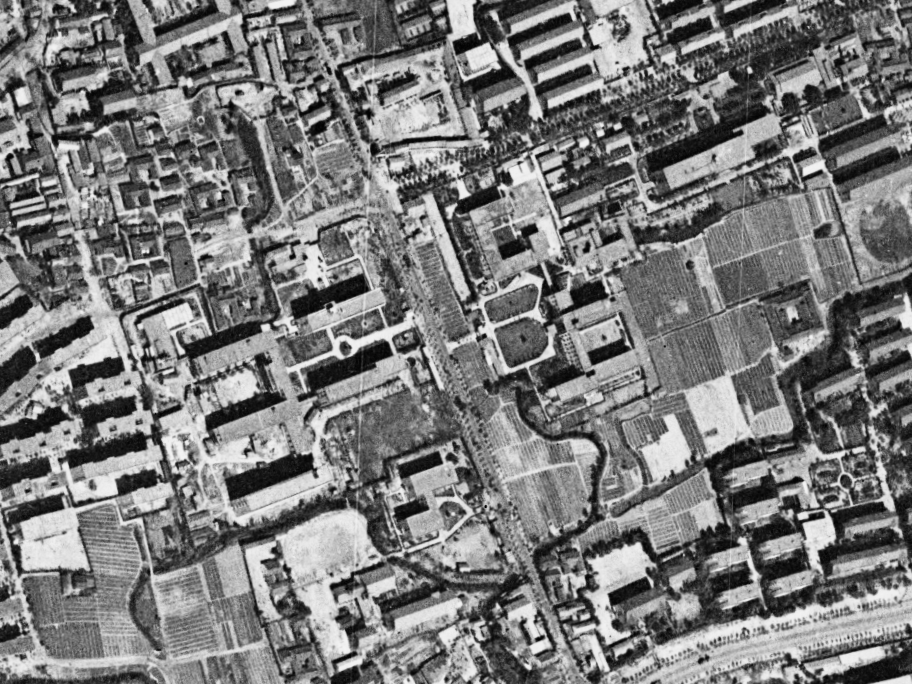
宛平南路卫星图（1966年），上海市精神卫生中心位于路左侧，龙华医院位于路右侧

上海中医药大学附属龙华医院是中華人民共和國上海市徐匯區的一家三級甲等醫院，也是一家中醫院，面積7.5萬餘平方米，它是中華人民共和國成立最早的4家中醫臨床基地之一。醫院建於1960年7月。

## 外部連結
- 官方网站